# Leila Bram
Leila Ann Dragonette Bram (Drexel Hill, 1927 – 7 de setembro de 1979) foi uma matemática estadunidense. Foi uma das primeiras a estudar funções teta simuladas, e por muitos anos dirigiu o programa de matemática no Office of Naval Research, uma posição onde definiu o programa para grande parte da pesquisa matemática.

## Formação
Bram nasceu em 1927 em Drexel Hill, Pensilvânia, e frequentou a escola na Lansdowne High School em Maryland. Como estudante de graduação no Bryn Mawr College, formou-se duplamente em matemática e física, e graduou-se em 1947.
Foi para a Universidade da Pensilvânia para estudos de pós-graduação em matemática, onde obteve mestrado e doutorado. Sua tese de doutorado de 1951, Asymptotic Formula for the Mock Theta Series of Ramanujan, foi orientada por Hans Rademacher; sua tese (e a versão que ela publicou a partir dele em um periódico científico) tornou-se um dos três únicos trabalhos a estudar as funções teta simuladas entre Ramanujan na década de 1920 e o trabalho de George Andrews a partir de 1966.

## Carreira e vida posterior
Depois de concluir seu doutorado, Bram tornou-se pós-doutoranda no Office of Naval Research, e assumiu uma posição permanente como matemática a partir de 1953, do qual estaveve de licença de 1955 a 1959. No Office of Naval Research ela mais tarde chefiou o Departamento de Matemática e, em seguida, o Programa de Matemática. Entre seus projetos estava o estabelecimento de uma série de conferências conectando computação gráfica à matemática, que se tornaram as International Conferences on Computer Aided Geometric Design.
Morreu vitimada por câncer em 7 de setembro de 1979.